# Porky cheminot
Pour plus de détails, voir Fiche technique et Distribution.
Porky cheminot, ou Un train d’enfer (Porky's Railroad), est un court métrage d'animation de la série américaine Looney Tunes réalisé par Frank Tashlin, produit par les Leon Schlesinger Productions et sorti en août 1937. Il met en scène Porky Pig dans le rôle d'un conducteur de train.

## Histoire
Le dessin animé commence par la course d'un train rapide, la locomotive 515. Un commentaire annonce : « le 30e siècle - le train crack du rail ». Puis l'on voit Porky en conducteur-mécanicien de Toots 13 ½, un vieux train usé, puis le commentaire : « le 15e siècle - aussi un train craqu(é) ». S'ajoute après la précision : « un train déglingué ; tout y est déglingué, le conducteur compris ». 
Porky et son train doivent grimper un pic (Pikers's Peak) sur une pente vertigineuse. Le train peine, ralentit puis s'arrête. Porky sort alors une poivrière et en saupoudre le contenu dans la chaudière (où brûle une simple chandelle !). Le train repart et est propulsé par ses éternuements. Il accélère ensuite dans la descente. Devant l'aiguillage sur un réseau complexe de voies, les wagons se séparent pour rouler chacun sur une voie, puis se recombinent à la sortie. Vient alors en sens inverse la 515. Porky a juste le temps de prendre une voie en parallèle mais l'autre train lui emporte les derniers wagons. Peu après, un autre problème oblige Porky à lancer la sirène puis à arrêter en urgence (le bruit du freinage est celui d'une voiture !) : une vache est en allongée travers de la voie. D'abord poli, Porky s'énerve devant le mépris affichée par la vache et la pousse. Un taureau prend sa place, ne laissant voir que sa queue. Porky, la prenant pour celle de la vache, la tire. Le taureau montre ses dents et mugit. Porky saute de peur et s'enfuit avec son train. 
Un message par télégraphe arrive à Porky à la station suivante : son train doit laisser la place au train à grande vitesse, moderne, en forme de torpille : le Silver Fish.  
Porky dit adieu à son cher train. Le conducteur du grand train moderne se moque de lui et de sa ridicule machine. Il fait le pari de gagner la course entre les deux trains, pari que Porky accepte. Dès le départ, le Silver Fish file en un éclair et laisse les wagons de Porky emmêlés en un nœud. Le train moderne, passant devant une pile de bois, la souffle et découvre un homme noir caché dessous (jeu avec l'expression Nigger in the woodpile (en)), puis en passant dans un tunnel, il en retourne l'intérieur à l'extérieur (jeu de mots avec inside out). Il s'arrête cependant devant un pont levé au-dessus d'une rivière. Un poisson femelle trouve attirant ce « Poisson d'Argent » (sens de « Silver Fish »). Quand vient le tour du train Toots 13 ½, alors que le pont est levé et que passe le paquebot S.S. Leon (du nom du producteur Leon Schlesinger), Porky passe quand même, en partie sur le pont du paquebot. Une bouée et une ancre se retrouvent sur la locomotive, et une barque de secours avec un rameur en action est accrochée à un des wagons.
Plus tard, le taureau revoit passer Toots 13 ½. Il songe à se venger et court à fond après le train, percute et détruit tous les wagons, propulse la locomotive dans les airs. Celle-ci survole alors l'autre train et se place devant lui à la ligne d'arrivée et est applaudie par la foule. 
Porky se retrouve conducteur du Silver Fish, mais emmène à la queue sa petite locomotive hors d'usage vers sa dernière rotonde.

## Fiche technique
- Réalisation : Frank Tashlin
- Producteur : Leon Schlesinger
- Production : Warner Bros.
- Distribution : 
1937 : Warner Bros. Pictures (USA) cinéma
2006 : Warner Home Video (USA) DVD
2020 : HBO Max (USA) VOD
- Format : 1,37 :1 , noir et blanc (colorisé en 1968 puis en 1992), son mono
- Scénario : Melvin Millar
- Musique : Carl W. Stalling
- Montage : Treg Brown (non crédité)
- Durée : 7 minutes
- Langue : anglais
- Pays : États-Unis
- Date de sortie : États-Unis : 7 août 1937

## Voix

### Voix originales
- Danny Webb : marin, taureau, poisson
- Mel Blanc : Porky Pig en conducteur du train Toots (non crédité)
- Billy Bletcher : conducteur du train Silver Fish (non crédité)

### Voix françaises

#### 1erdoublage(fin des années 80)
- Marc François : Porky Pig
- Claude Joseph : conducteur du train Silver Fish
- Claude Nicot : narration en voix-off

#### 2edoublage(années 2000)
- Michel Mella : Porky Pig
- Bernard Alane : conducteur du train le Poisson d’Argent
- Bernard Métraux : narration en voix-off

## Animation
- Robert Bentley (en) : animateur
- Joe D'Igalo : animateur
- Nelson Demorest : animateur  (non crédité)
- T. Hee : conception des personnages (non crédité)
- Norm McCabe : animateur (non crédité)
- Volney White (en) : animateur (non crédité)

## Musique
- Carl W. Stalling, directeur de la musique (non crédité)

## Titres de musiques
Aucune chanson ou musique ne figure au générique.
- California, Here I Come

Musique par Joseph Meyer.
Jouée lors de la séquence d'ouverture. Souvent jouée comme thème de la locomotive Toots.
- I've Been Working on the Railroad

Traditionnelle.
Jouée quand Porky Pig cherche le poivre dans la boîte. Une variation est jouée quand le télégraphe est actif.
- Auld Lang Syne

Traditionnelle.
Jouée quand Porky Pig dit au revoir à Toots
- Frankie and Johnny

Musique par Bert Leighton. Jouée pendant que le poisson parodie Mae West.
- Don't Give Up the Ship

Musique par Harry Warren, paroles d'Al Dubin.
Chantée par le marin dans le canot à rames.
- (I Wish I Was in) Dixie's Land

Musique par Daniel Decatur Emmett.
Jouée brièvement après que l'empilement de bois soit dispersé.
- Streamlined Greta Green

Musique écrite par Fred Rose et T. Berwyck.
Jouée comme thème du Poisson d'argent.
- The Sailor's Hornpipe

Traditionnelle.
Jouée après que Porky et Toots saute du pont.
- Rural Rhythm

Musique par Frank Weldon et Dick Sanford.
Jouée quand la vache est sur les rails, et thème du taureau.
- You're a Horse's Ass

Traditionnelle.
Jouée quand le train de Porky est gêné au début de la course.